# Legio III Parthica
La Legio III Parthica ("[creata per la campagna] partica") fu una legione romana arruolata dall'imperatore Settimio Severo nel 197, per la sua campagna contro l'Impero dei Parti, da cui deriva il cognomen Parthica. La legione era ancora attiva nelle province orientali sino agli inizi del V secolo. Il simbolo della legione era probabilmente un toro.
Assieme alle sue legioni sorelle I Parthica and II Parthica, la III fu creata per un attacco sul confine orientale dell'impero: la I e la III furono formate con i coscritti siriani che avevano fatto parte dell'esercito di Pescennio Nigro e che erano rimasti senza unità dopo la sua sconfitta nel 194. La campagna partica fu un successo e Ctesifonte, la capitale persiana, fu conquistata e saccheggiata.
La III Parthica in seguito rimase nella regione, come guarnigione per la nuova provincia di Mesopotamia. L'accampamento principale della legione si trovava a Resena, dove aveva il compito di mantenere sicure le vie di comunicazione e di proteggere la provincia contro i Sasanidi.
Durante il III secolo,  la III Parthica prese parte a numerose altre campagne contro i Sasanidi; anche se non vi sono prove dirette del coinvolgimento della legione, il fatto che fosse di stanza in Mesopotamia rende molto verosimile la sua partecipazione.
Dopo una prima campagna dell'imperatore Caracalla nel 217, nel 230 i Sasanidi organizzarono un'offensiva vittoriosa, obbligando la III a ritirarsi; in seguito, l'imperatore Alessandro Severo organizzò una campagna che riuscì a imporre nuovamente il predominio romano sulla Mesopotamia.
Un'ulteriore campagna diretta nel cuore dell'impero sasanide fu organizzata dall'imperatore Gordiano III nel 243, durante la quale la III Parthica combatté nella vittoriosa battaglia di Resena, sotto gli ordini del prefetto del pretorio Timesiteo. A seguito della morte di Timesiteo prima e di Gordiano poi, il nuovo imperatore Filippo l'Arabo accettò una pesante pace e si ritirò dalla regione.
Sebbene fosse stanziata in Oriente, alcune sue vessillazioni furono distaccate e inviate in Occidente: tra il 268 e il 271, vessillazioni della III Parthica erano al servizio dell'imperatore Marco Piavonio Vittorino, che regnò sul cosiddetto Impero delle Gallie, uno stato secessionista romano che si estendeva sulla porzione occidentale dell'Impero romano.
Un successo molto importante dei Sasanidi nel 256 fu la causa dell'infelice campagna dell'imperatore Valeriano, fatto prigioniero da Sapore I. Fu il quasi autonomo governatore di Palmira Odenato che impedì ai Sasanidi di espandersi a spese dell'impero romano nel (261-267), mentre la Mesopotamia del nord ritornò ai Romani con la campagna di Diocleziano del 298.
Agli inizi del V secolo, la legione era ancora attiva nella regione, ad Apatna, Osroene.